# Aleksander Kierski

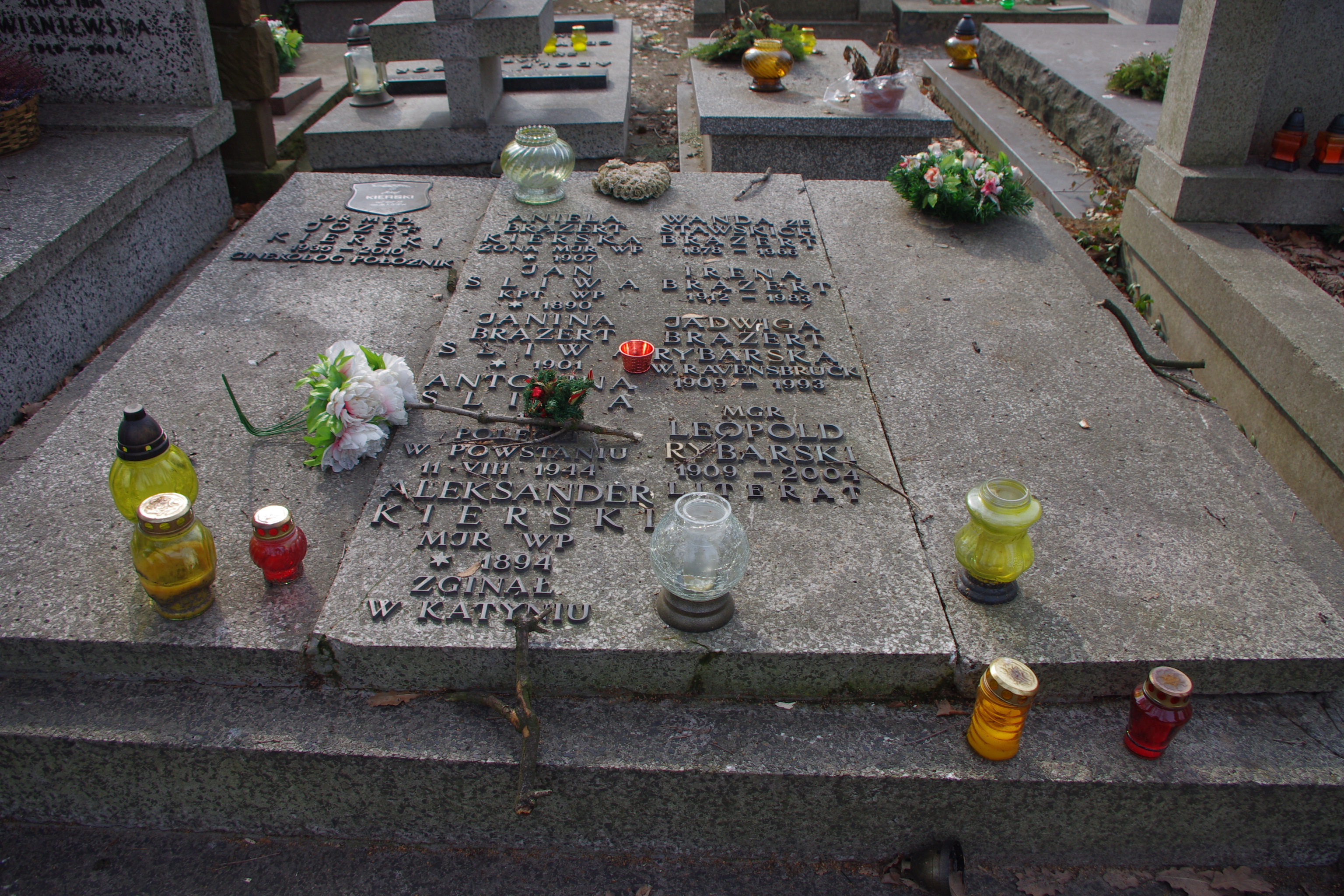
Grób symboliczny majora WP Aleksandra Kierskiego (1894–1940) zamordowanego w Charkowie oraz grób dr med. Józefa Kierskiego (1935–2010) – ginekologa położnika i literata Leopolda Rybarskiego (1909–2004) na Cmentarzu Wojskowym na Powązkach w Warszawie.

Aleksander Kierski (ur. 25 stycznia 1894 w Warszawie, zm. wiosną 1940 w Charkowie) – major piechoty Wojska Polskiego, kawaler Orderu Virtuti Militari, ofiara zbrodni katyńskiej.

## Życiorys
Aleksander Kierski urodził się w Warszawie, w rodzinie Józefa i Balbiny z Kołakowskich. Był uczniem szkoły średniej Wallenberga przy byłej Kolei Warszawsko-Wiedeńskiej. W latach 1904–1905 wziął udział w strajku szkolnym, w charakterze gońca. W latach 1910–1914 był członkiem stowarzyszenia „Sokół”.
Od 1915 roku służył w armii rosyjskiej wstępując do Legionu Puławskiego w Warszawie. Brał udział w organizacji Legionu w charakterze instruktora liniowego. Uczestniczył w walkach Legionu na froncie niemieckim. W lutym 1916 roku został skierowany do Pawłowskiej Szkoły Wojskowej w Piotrogrodzie, którą ukończył w stopniu chorążego piechoty, następnie został oddelegowany do rozporządzenia Dowódcy Omskiego Okręgu Wojskowego.  W czerwcu 1916 roku został młodszym oficerem 4-tej kompanii 26-go pułku zapas. Strzelców Syberyjskich w Omsku. W październiku 1916 roku został dowódcą kompanii saperów i instruktorem fortyfikacji w pułku.
W marcu 1917 roku wyjechał na własną prośbę na front i przybył do 1 Strzeleckiego Pułku Polskiego, gdzie został awansowany na podporucznika w kompanii saperów. Walczył na froncie galicyjskim pod dowództwem pułkownika Żeligowskiego do sierpnia 1917 roku. Bitwy stoczone pod Brzeżanami, Sieńkowem północnym, pod Białą, pod Czabarówką i pod Husiatynem. Ranny pod Husiatynem został wysłany na rekonwalescencję do szpitala w Omsku.
Do 1917 roku służył w 26 pułku strzelców syberyjskich, a od 1917 roku w polskich jednostkach na wschodzie, m.in. w 1 Dywizji Strzelców Polskich. 19 lipca 1917 roku awansowany na porucznika. W końcu listopada 1917 roku wstąpił ochotniczo do Polskiego Legionu w Omsku. W połowie marca 1918 roku zwolniony z wojska po rozbrojeniu Omskiego Legionu przez bolszewików. W czerwcu 1918 roku po przewrocie czeskim wstępuje jako ochotnik do Omskiego Legionu jako młodszy oficer i wyjeżdża na front. Bitwy pod Berezowką, Alatorskają i St. Iglino.
We wrześniu 1918 roku objął dowództwo 9 kompanii (sformowanej z Omskiego Legionu) 1 pułku strzelców polskich im. Tadeusza Kościuszki w polskim korpusie syberyjskim. Awansowany na kapitana ze starszeństwem z dniem 15 stycznia 1919 roku. Udział w walkach 1 pułku na ufimskim froncie, bitwy pod Górny i Dolny Sardyk, pod Nikołajowką, pod Bajrakami (dwa boje), pod Belebejem, pod Gołumbino, pod Konstantynowką, pod Bogadami i Janyszewem. Udział w wyprawie na Kamień, dwie bitwy w Kamieniu, pod Płotnikowo, pod Tarandanowem, Korniłowką, Czyngisami, Szypicyno, Wyższy i Dolny Suzun i Suzun Zawod. Udział w barnaulskiej ekspedycji, kilka drobnych utarczek na kolei Barnaulskiej i w rejonie Barnaułu. Brał udział w ariergardzie WP przy ewakuacji na Daleki Wschód. W Grudniu 1919 roku rozkazem do ariergardy naznaczony dowódcą III baonu 1 pułku strzelców polskich, bitwy pod Tatarską, pod Litwinowem, pod Tajgą i na stacji Tajga.
„Kapitan Kierski Aleksander, dca III baonu 2 Syb. p.p. (wówczas dca plutonu 9 komp. 1-go Pułku strz. pol. im T.  Kościuszki) w boju pod wsią Sardyk Dolny dnia 10 listopada 1919 roku podczas Kampanii Ufińskiej 1-go Pułku z półkompanią zbił prawe skrzydło bolszewików z pasma wzgórza przed Sarwyczami i ogniem zmusił przeciwnika do opuszczenia wioski. Podczas kontrataku bolszewickiego, kiedy Pułk zmuszony był do cofnięcia się, kapitan (por.) Kierski przykrył odwrót III Baonu 1-go Pułku, cofając się ostatnim z pozycji już po otoczeniu jego oddziału przez bolszewików i torując sobie drogę bagnetami.” (z nominacji na Krzyż Walecznych)
W styczniu 1920 roku po kapitulacji 5 Dywizji Strzelców Polskich, i po rozbrojeniu przez bolszewików pod Klukwienną uciekł na wschód. Z resztkami oddziałów (około 800 żołnierzy) przebił się do Irkucka dalej do Harbina, aby przez Mukden dotrzeć do portu Dairen na Morzu Żółtym. Po trzymiesięcznym rejsie przez Nagasaki, Hongkong, Singapur, Colombo, Aden, Kanał Sueski, Gibraltar, Kopenhagę, 1 lipca 1920 roku na angielskim parowcu „Jaroslav” wraca do Polski docierając do Gdyni.
3 lipca 1920 roku zostaje wcielony do Korpusu Syberyjskiego Wojska Polskiego i skierowany na front gdzie bierze udział w wojnie polsko-bolszewickiej.  W maju 1920 roku, mianowany zastępcą dowódcy Legii Oficerskiej; a 1 sierpnia przydzielony do 2 Syberyjskiego pułku piechoty jako dowódca 1 kompanii. Uczestniczy w Bitwie Warszawskiej. Za sforsowanie wpław na czele kompanii rzeki Wkry w okolicy wsi Joniec dniu 15 sierpnia 1920 roku i zdobycie pozycji bolszewickich zostaje na wniosek gen. Hallera odznaczony Krzyżem Srebrnym Orderu Virtuti Militari.
„Kpt. Kierski Aleksander, d-ca 1 kompanii 2-go Syb. p. p. pod wsią Joniec dnia 15-go sierpnia b.r. pod silnym ogniem artylerii i K.M. przeprawił się przez rzekę wraz z kompanią i, rzucając się do ataku mimo zagrażającego ognia nieprzyjacielskiej artylerii, wypędził bolszewików z okopów i dał możność całemu pułkowi przeprawić się przez rzekę i zająć Nowe Miasto.” (Z nominacji do orderu Virtuti Militari)
Po zakończeniu działań wojennych pozostał w wojsku został zweryfikowany do stopnia kapitana ze starszeństwem z dniem 1 czerwca 1919 roku. Służył w 83 pułku strzelców poleskich, gdzie w 1923 roku pełnił obowiązki komendanta kadry, a w 1924 roku dowódcy II baonu. W 1928 roku służył, w randze majora (ze starszeństwem z dniem 1 stycznia 1927 roku) w 61 pułku piechoty jako dowódca I baonu. W lipcu 1929 roku został przesunięty na stanowisko kwatermistrza. W marcu 1932 roku został przeniesiony na stanowisko komendanta placu w Inowrocławiu. W grudniu 1932 roku został przydzielony do Powiatowej Komendy Uzupełnień Łuków na stanowisko komendanta. 1 września 1938 roku dowodzona przez niego jednostka została przemianowana na Komendę Rejonu Uzupełnień Łuków, a zajmowane przez niego stanowisko otrzymało nazwę „komendant rejonu uzupełnień”. W 1939 roku w dalszym ciągu pełnił służbę na tym stanowisku.
W czasie kampanii wrześniowej 1939 roku Aleksander Kierski wraz z rodziną opuszczając Łuków udał się na południowy wschód w celu ewakuacji do Rumunii. Po agresji ZSRR na Polskę w okolicach Buczacza polska kolumna została otoczona przez Sowietów i zabrana do Buczacza, a następnie przewieziona do obozu w Starobielsku. Wiosną 1940 roku został zamordowany przez funkcjonariuszy NKWD w Charkowie i pogrzebany potajemnie w bezimiennej mogile zbiorowej w Piatichatkach, gdzie od 17 czerwca 2000 mieści się oficjalnie Cmentarz Ofiar Totalitaryzmu w Charkowie. Figuruje na Liście Starobielskiej NKWD, pod poz. 1666.

Jego grób symboliczny znajduje się na Cmentarzu Wojskowym na Powązkach w Warszawie (kwatera A8-3-19/20).
5 października 2007 roku minister obrony narodowej Aleksander Szczygło mianował go pośmiertnie na stopień podpułkownika. Awans został ogłoszony 9 listopada 2007 roku w Warszawie, w trakcie uroczystości „Katyń Pamiętamy – Uczcijmy Pamięć Bohaterów”.
Aleksander Kierski ożenił się 24 listopada 1931 roku w Kościele Przemienienia Pańskiego w Aleksandrowie Kujawskim z Anielą Jadwigą z domu Brązert i miał z nią dwóch synów: Mieczysława Aleksandra i Józefa Antoniego.

## Ordery i odznaczenia
- Krzyż Srebrny Orderu Wojskowego Virtuti Militari nr 1247 – 26 marca 1921 roku[20]
- Krzyż Niepodległości – 2 sierpnia 1931 roku „za pracę w dziele odzyskania niepodległości”[21]
- Krzyż Walecznych – trzykrotnie[22] (po raz pierwszy w 1921 roku[23])
- Złoty Krzyż Zasługi
- Srebrny Krzyż Zasługi
- Medal Pamiątkowy za Wojnę 1918–1921[1]
- Medal Dziesięciolecia Odzyskanej Niepodległości[1]